# Bánáti Ede
Bánáti Ede, eredetileg Goldberger (Arad, 1859 – Temesvár, 1929. február 3. előtt) színész, színházi ügyelő. 

## Élete
1878-ban Krecsányi Ignác szerződtette, akihez később többször is visszatért (1887; 1896), 1884-ben Mosonyi Károlytól rövid időre a Népszínházhoz szerződött. 1889 és 1891 között Makó Lajos, majd 1891 és 1902 között Leszkay András társulatának tagja volt. 1902 és 1907 között Szendrey Mihálynál lépett színpadra. 1907-től 1912-ig a Magyar Színház ügyelőjeként dolgozott. Végül 1922-ben visszatért Szendrey Mihályhoz. Utolsó hónapjait szegénységben töltötte. Felesége Popecz Etelka volt.

## Főbb szerepei
- Tábornok (Georges Ohnet: A vasgyáros)
- Udvari vadász (Carl Zeller: A madarász)